# Michel Courty
Pour les articles homonymes, voir Courty.
Pour le physicien, voir Jean-Michel Courty.
Michel Courty est un écrivain français d'expression provençale.

## Biographie
Né à Nîmes le 13 septembre 1947, il a préparé un temps une thèse sur Louis Roumieux.
Il a enseigné le français à Piennes, ainsi que le provençal par correspondance jusqu'en 2020.
Il est élu correspondant de l'Académie de Nîmes en 1979.
Il a cofondé Prouvènço deliéuro, et présidé l'association L'Astrado prouvençalo éditrice de la revue éponyme jusqu'en 2023.
Il a également collaboré à Lou Liame, Lou Prouvençau à l'escolo, La Calanco, La France latine (devenue la Revue d'études d'oc), Li Nouvello de Prouvènço, Me dison Prouvènço, L'Armana prouvençau, L'Armana di felibre, Prouvènço dau, Prouvènço d'aro, Le Gard, Nîmes Matin, et a été chroniqueur pour Le Méridional.
Il est membre du jury du prix Frédéric-Mistral.
Il fait partie des auteurs provençaux enseignés à l'université d'Aix-Marseille, avec Philippe Blanchet ou René Moucadel.
Il s'est établi à Aix-en-Provence.

## Production littéraire et intellectuelle

### Poésie et chanson
Repéré par Louis Bayle, il publie Estre en 1979, puis Clar-e-brun en 1982, recueils tous deux primés. Viennent ensuite Pouemenet pèr l'enfantuegno (1986, destiné aux enfants) et La Miéuno Mount-Joio (1990), en mètres réguliers et rimés. Sa production poétique qui représente au total 76 poèmes, pour la plupart en vers libres, confine au modernisme. Mais elle présente toutefois aussi, comme le remarque Philippe Blanchet, des « moments de régularité » et des effets qui se retrouvent au fil de son œuvre : ainsi de l'usage de l'alexandrin associé à un « rythme paisible », de l'emploi de refrains, ou du passage de thèmes concrets à des éléments abstraits, « retraç[ant] le cheminement d'une pensée », ce qui fait dire à Blanchet que la poésie de Courty est « de la philosophie ».
Un de ses poèmes, Aigo marino, a été traduit en anglais par Catherine Aldington (d).
Plusieurs années après, en 1990, il publie un ultime recueil : Image.
Il a aussi écrit plusieurs chansons, comme Digo Prouvençau, interprétée par Jean-Noël Mabelly (d) et Catherine Boulanger (d) dans l'album Vuei (1980), ou Nòsti mot, reprise par Muriel Batbie Castell (d) dans Par tous les chemins (2020).

### Essais
Il a consacré deux essais aux auteurs nîmois de langue d'oc Antoine Bigot et Louis Roumieux.
Il a également dédié plusieurs anthologies à la littérature provençale.

### Nouvelles
Il s'est adonné à l'art de la nouvelle avec la série du commissaire Castanet, en deux volumes.

## Ouvrages
- Estre, Toulon, L'Astrado, 1979  (ISBN 2-85391-025-3).
- Clar-e-brun, L'Astrado, 1982  (ISBN 2-85391-032-6).
- Le Poète Louis Roumieux (1829-1894), L'Astrado, 1986
- La Miéuno Mount-Joio, Berre-l'Étang, L'Astrado, 1990  (ISBN 2-85391-049-0).
- Avec Louis Bayle, Histoire abrégée de la littérature provençale moderne, L'Astrado, 1995  (ISBN 2-85391-069-5).
- Le Fabuliste nîmois Bigot (1825-1897)), L'Astrado, 1995  (ISBN 2-85391-075-X).
- Pouemenet pèr l'enfantuegno (ill. Joël Yerpez), L'Astrado, 1996 (BNF 34875178).
- Anthologie de la littérature provençale moderne, L'Astrado, 1997  (ISBN 2-85391-082-2).
- Image, L'Astrado, 2000  (ISBN 2-85391-091-1).
- Prouvençau vivènt, L'Astrado, 2000
- La Mousco e àutri raconte, L'Astrado, 2013 (BNF 43741335).
- À tres ouro, is óume : nouvello, L'Astrado, 2017.
- Cinq enquèsto dóu coumessàri Castanet : nouvello pouliciero, L'Astrado, 2018  (ISBN 978-2-35897-715-9).
- Nouvèllis enquèsto dóu coumessàri Castanet, Aix-en-Provence, L'Astrado, 2020  (ISBN 978-2-38235-013-3).

### Éditions et traductions
- Éd. de Folco de Baroncelli, Pouemo chausi, L'Astrado, 1994  (ISBN 2-85391-067-9).
- Trad. d'André Ariès, Mar e marin, L'Astrado, 2000  (ISBN 2-85391-089-X).
- Éd. de Nouno Judlin, Pouèmo chausi, L'Astrado, 1997  (ISBN 2-85391-081-4).
- Éd. de Frédéric Mistral, Morceaux choisis, Marseille, Autres temps, 2000  (ISBN 2-84521-049-3).
- Éd. d'André Chamson, Lou Ramas de pin negre, Salinelles, L'Aucèu libre, 2017  (ISBN 978-2-917111-43-7).

## Prix
- Prix Pétrarque de la poésie provençale 1971[2].
- Prix pour le quatrième centenaire de Pétrarque en 1974[2].
- Prix Novo-Pouësìo [Nouvelle-Poésie] de L'Astrado prouvençalo 1979[10].
- Prix Frédéric-Mistral 1980[10].
- Grand prix littéraire de Provence 1995[2].
- Prix Félix-de-Beaujour de l'Académie de Marseille 1998.
- Chevalier des Arts et Lettres en 2005[19].
- Officier des Palmes académiques[Quand ?].

### Anthologies
- Octave Prour (préf. Marcel Carrières), Relais latins, Paris, Prométhée, 1973 (BNF 35203307).
- Pilar Blanco, Poetas provenzales de los siglos XIX y XX, Madrid, Editorial colloquio, 1988  (ISBN 978-8-4860-9387-7).
- Louis Scotto, Miro en barrant lis iue, escouto l'uei dóu pintre, Aix-en-Provence, Imasud, 2000.
- Merike Riives (et) (éd.), Provence'i bukett: Provansi luule antoloogia, Eesti Keele Sihtasutus, 2013  (ISBN 978-9985-79-525-5)  — anthologie de la poésie provençale comprenant également 37 autres poètes.
- Mireille Couston et Jean-Michel Jausseran (dir.), Raconte de Prouvènço [Contes et récits de Provence], Salinelles, L'Aucèu libre, 2014.
- Escrivan encuei : antoulougìo dis escrivan prouvençau de vuei [Écrivains contemporains : anthologie des écrivains provençaux d'aujourd'hui], Graveson, CREDDO, 2015  (ISBN 978-2-9552-4150-9).
- Emmanuel Desiles, Jean-Michel Jausseran et Marc Stammegna (d), La Flore et les lettres provençales : textes, proverbes, peintures, Équinoxe, 2015  (ISBN 978-2-84135-906-6).
- Marie-Jeanne Verny et Norbert Paganelli (dir., préf. Jean-Pierre Siméon), Par tous les chemins : florilège poétique des langues de France (alsacien, basque, breton, catalan, corse, occitan), Lormont, Le Bord de l'eau, 2019  (ISBN 978-2-35687-625-6).
- « Michel Courty », dans Serge Bec et Marc Dumas, Poètes provençaux d'aujourd'hui, dossier de la revue Polyphonies, no 21, 1996, p. 88-101.